# Göllingen (Bissingen)
Göllingen ist ein Gemeindeteil von Bissingen im schwäbischen Landkreis Dillingen an der Donau in Bayern. Das Dorf wurde am 1. Juli 1971 in den Markt Bissingen eingegliedert.

## Geographie
Die Häuser von Göllingen, das etwa 50 Hausnummern hat, stehen eineinhalb Kilometer nordwestlich von Bissingen überwiegend am rechten Ufer der Kessel. Sie reihen sich an einer die St 2221 mit der Kreisstraße DLG 5 verbindenden Gemeindestraße und an kurzen abzweigenden Stichstraßen. Der Siedlungsbereich liegt auf ca. 428–435 m ü. NHN, der höchste Punkt der Gemarkung auf dem Hirschberg erreicht ca. 505 m ü. NHN, ihr niedrigster am Ausfluss der Kessel ist auf ca. 426 m ü. NHN. Sie ist, naturräumlich betrachtet, ein Teil der Riesalb. Die Flur hat Anteil am Landschaftsschutzgebiet Oberes Kesseltal.  

## Geschichte
Der Ort wird erstmals 1268 als „Goldelingen“ überliefert. Vermutlich ist Göllingen im späten 7. Jahrhundert aus Ausbausiedlung von Bissingen entstanden. Der Ort gehörte seit dem späten Mittelalter zur Herrschaft Hohenburg-Bissingen, ein Dienstmannengeschlecht, die Herren von Göllingen, ist zwischen 1268 und 1319/23 bezeugt. Dieses saß auf dem ehemaligen Wasserburg, der Burg Göllingen am südöstlichen Dorfrand, heute sind nur noch kleine Reste des Burganlage vorhanden. Auch die Herren von Thurneck und Burgmagerbein hatten Besitz in Göllingen.

## Religion
Göllingen gehörte immer zur Pfarrei in Bissingen. 

## Bevölkerungsentwicklung
- 1840: 150 Einwohner
- 1939: 118 Einwohner
- 1950: 180 Einwohner
- 1961: 137 Einwohner[5]
- 1970: 119 Einwohner[5]
- 1980: 097 Einwohner
- 2000: 141 Einwohner

## Wappen
Die Wappenbeschreibung für das Wappen der ehemaligen selbständigen Gemeinde Göllingen lautet: Unter von Rot und Gold in zwei Reihen geschachtem Schildhaupt in Gold aus blauem Wellenfluss, darin zwei silberne Wellenleisten, wachsend ein burgartiges rotes Gebäude mit blauem Dach.